# Rotterdam-Centrale (métro de Rotterdam)
Rotterdam-Centrale (en néerlandais Rotterdam Centraal) est une station de la section commune à la ligne D et la ligne E du métro de Rotterdam. Elle est située dans le centre-ville de Rotterdam au Pays-Bas.
Elle est intégrée dans la gare centrale de Rotterdam et son environnement multimodal qui comprend des arrêts du tramway et des bus de Rotterdam.

## Situation sur le réseau

Plan du métro.

Établie en souterrain, la station Rotterdam-Centrale, est située sur la section commune de la ligne D et la ligne E du métro de Rotterdam. Terminus nord de la ligne D elle est située entre : la station de la ligne E Blijdorp, en direction du terminus, nord de la ligne E, La Haye-Central, et la station de la section commune D+E Stadhuis, en direction du terminus sud de la ligne E Slinge et du terminus sud de la ligne D De Akkers,,.
Elle dispose de trois voies et deux quais centraux.

## Histoire
La station Rotterdam-Centrale (en français gare centrale) est mise en service le 9 février 1968, lors de l'ouverture à l'exploitation de la première section du métro de Rotterdam-Centrale à Zuidplein.
En décembre 2009, lors de la réorganisation et la nouvelle dénomination, des lignes du métro, elle devient une station terminus de la ligne D et une station de passage de la ligne E.

## Services aux voyageurs

### Accès et accueil
Elle dispose de plusieurs bouches notamment sur la place de la gare et devant l'entrée de la gare équipés d'escaliers et d'escaliers mécaniques. Des ascenseurs permettent son accessibilité aux personnes à la mobilité réduite. Elle dispose notamment d'automates pour l'achat ou la recharge de titres de transport. Des tourniquets assurent le contrôle.

### Desserte
Rotterdam centrale est desservie par les rames de la ligne D, dont elle est un terminus, et par les rames de la ligne E dont elle est une station de passage

Installations et desserte
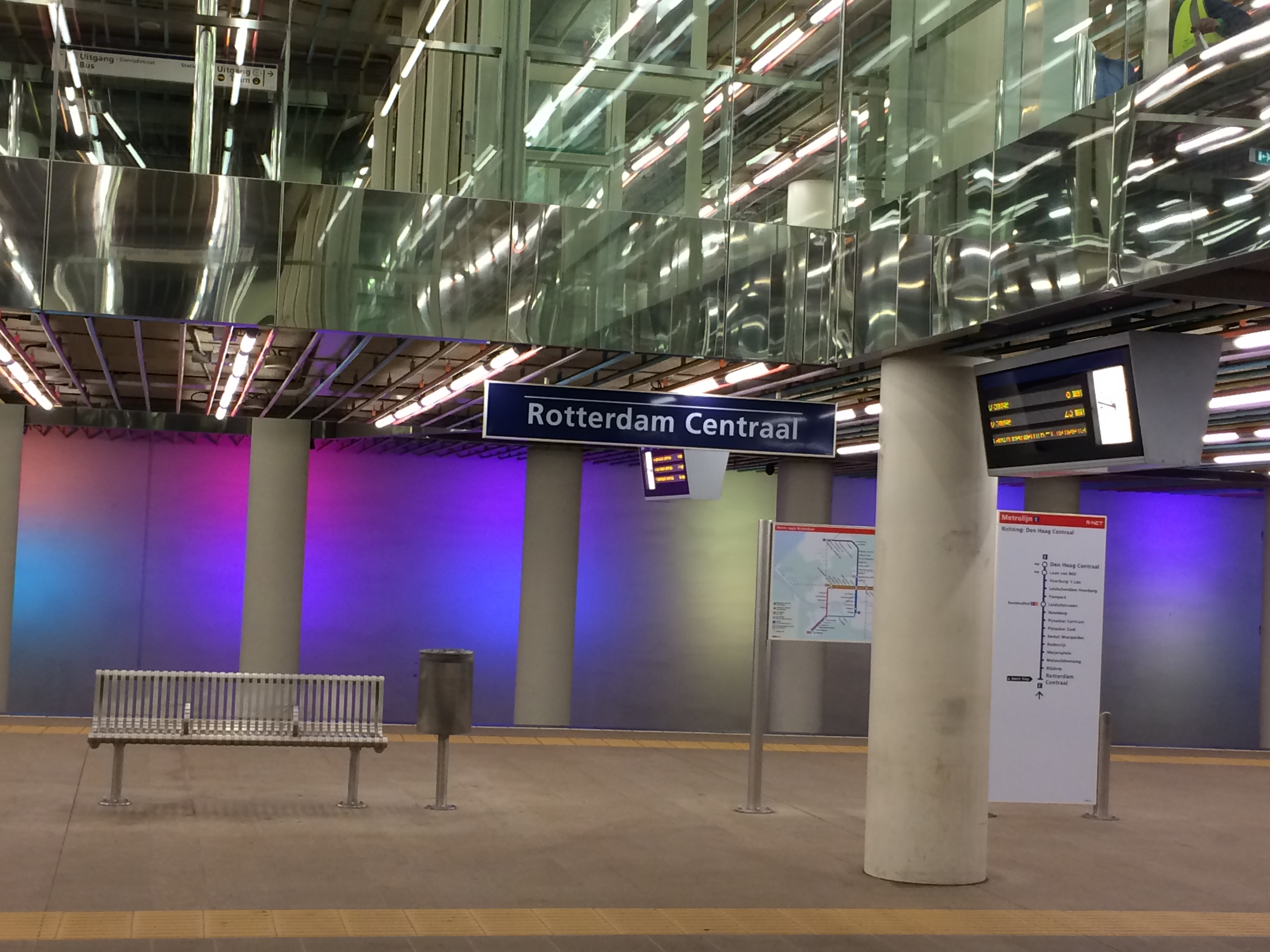
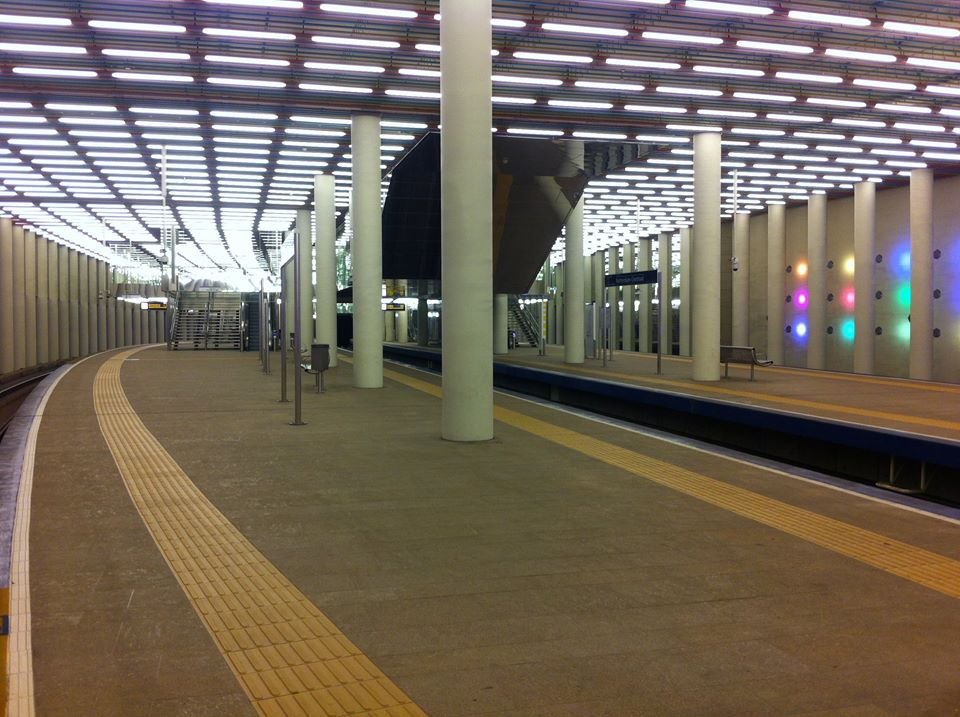
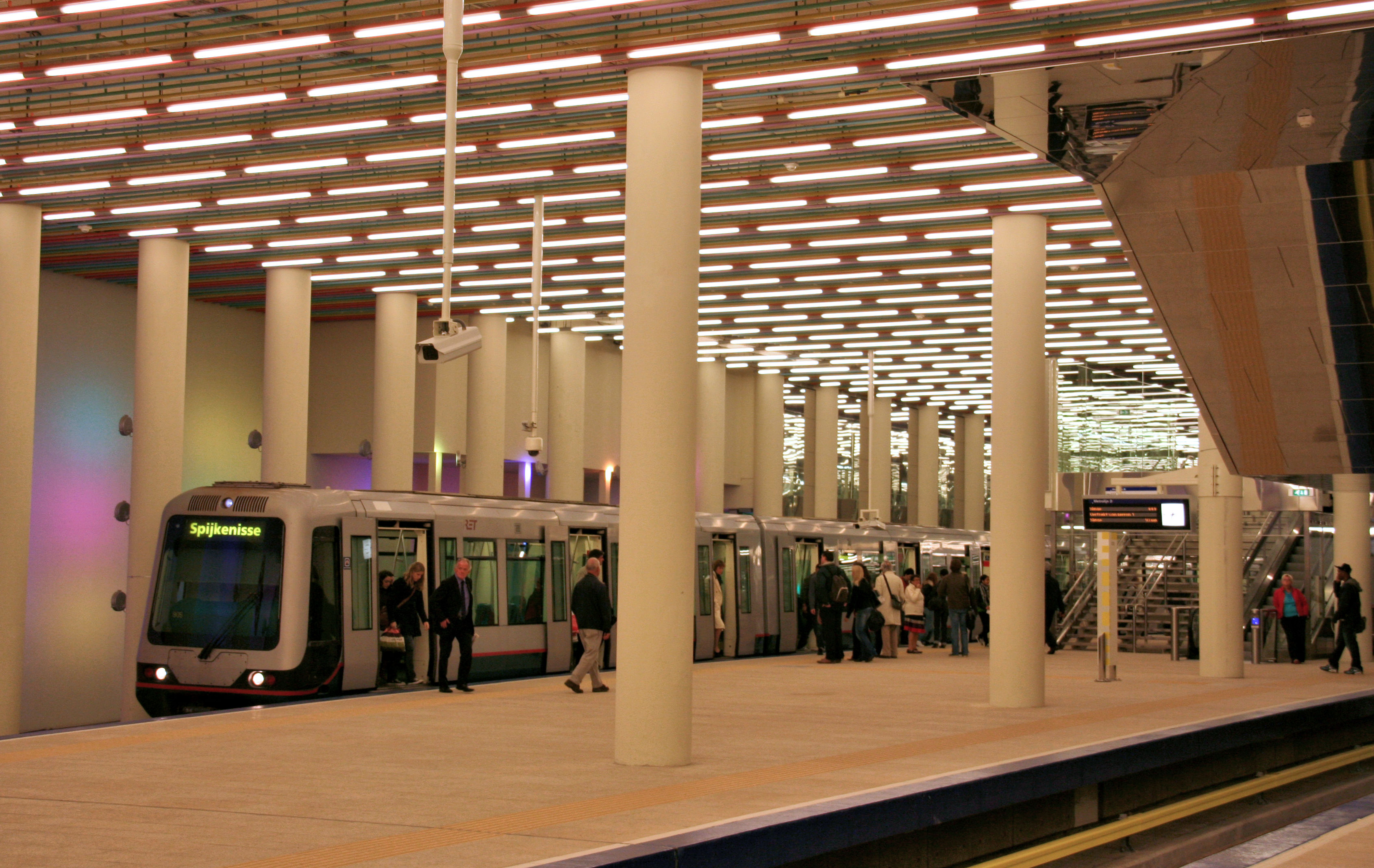

### Intermodalité
La station est en correspondance directe avec les quais de la gare centrale de Rotterdam desservie par de nombreux trains InterCity et Sprinter, mais également par : l'Eurostar, le Thalys et le Train Benelux. Comme la gare elle est en correspondance avec les lignes 4, 7, 8, 12, 20, 21, 23, 24 et 25 du tramway de Rotterdam et les lignes des bus 33, 38, 40, 44 et de nuit BOB B1, B2, B3, B4, B5, B7, B8, B9 et B10 dont les arrêts sont autour de la place de la gare.

## À proximité
- Rotterdam-Centre
- Gare centrale de Rotterdam